# Fjeldribs
Fjeldribs (Ribes alpinum) er en op til 2,5 meter høj busk. Blomsterne er lysegrønne og ses kun ved nærmere undersøgelse, og da arten består af rent hanlige og rent hunlige individer, er det kun hveranden plante, der bærer bær. De er til gengæld røde og indbydende, omend med en fad smag. Planten dyrkes som klippet og uklippet hæk og i læhegn. Desuden findes den muligvis vildtvoksende på Møn og Bornholm.

## Beskrivelse
Fjeldribs er en lille, løvfældende busk med en opret og tætgrenet vækstform. Barken er først glat og lysegrå. Senere bliver den brungrå, og til sidst skaller den af i smalle strimler. Knopperne er spredte, tiltrykte og lysegrønne eller næsten hvide.
Bladene er 3-5 lappede med grove tænder på lapperne. Oversiden er mørkegrøn med spredte hår, mens undersiden er meget lyst grøn. Hanlige og hunlige blomster findes på forskellige individer. Begge slags blomster sidder i klaser fra bladhjørnerne, hvor de hanlige er de længste. De enkelte blomster er grøngule og små. Frugterne er røde, klare, meget ribsagtige bær, som har en fad smag. Frøene spirer villigt.
Rodnettet består af højtliggende, vandrette hovedrødder med et tæt netværk af fine siderødder. Fjeldribs tåler både skygge og konkurrence fra træer med højtliggende rødder og kan derfor plantes tæt ind til gamle træer.
Højde x bredde og årlig tilvækst: 2 × 1,5 m (15 × 10 cm/år).

## Hjemsted
Fjeldribs vokser i Alperne på kalkbund i høje bjergskove sammen med bl.a. grønel, cembrafyr, europæisk lærk, alperøn, bjergrose og alpeskovranke. På Bornholm og Møn gror den som skovbundsplante under lyse egeskove på mineralrig, tør bund. Den er muligvis vildtvoksende her.

## Anvendelse
Fjeldribs er velegnet til de fleste jordtyper. Løvspringet sker allerede i april. Busken blomstrer i maj-juni. Den tåler kraftig beskæring, og den kan både anvendes til klippet hæk, til underplantning og kantplantning i skovbryn og vildtplantninger samt i læplantninger. Bærrene er spiselige, men kedelige i smagen.
Busken bliver angrebet af en bladpletsvamp, skivesvamp, som kan afløve den allerede i august.
| Portal | Portal:Botanik |